# 기문둔갑
기문둔갑(奇門遁甲)은고대로부터 내려온 점술로 기문둔갑은 특히 병법에 많이 응용되어 국가에서 배우는 것을 금하는 시기도 있던 술수이다. 기문둔갑은 삼식(三式)중 하나로서 이중 하나라도 통한다면 신선이 부럽지 않다고 여겨져 왔는데 삼식(三式)이란 대육임(大六壬), 태을식(太乙式), 둔갑식(遁甲式)이라 하여 삼식(三式)이라 한다.

## 역사
기문둔갑의 기원전설에서는 황제 헌원이 치우천왕과의 전쟁에서 고전하고 있을 때 천신(天神)에게 받은 것으로 알려져 있다. 헌원은 이 전쟁에서 승리하기 위해 7일간 하늘에 제를 올렸고 구천현녀가 강림하여 헌원에게 가르침을 주고 전쟁에서 승리할 수 있게 해주었다고 한다. 이때 구천현녀로부터 배운 것이 기을임(奇乙壬) 삼식(三式) 중 하나인 기문둔갑이다. 제갈공명, 강태공, 장량, 유백온 등의 명군사들이 운용한 것으로 유명하다.

## 개요
현재는 사주와 점복술로써의 기문둔갑이 많이 알려져 있지만, 본래 기문둔갑은 방위술이다. 각각의 시간에 따라 무수히 변화하는 각 방위상의 기운을 다스려 목적한 것에 대한 운을 최대한 상승 시켜주는 방법이다. 그렇기에 피흉추길(흉은 피하고 길함을 얻는다.)이자 선길(길함만을 가려 받는다)의 대표적인 기예로 알려져 있다.

## 분류
이러한 기문둔갑은 여러종류가 있으며 홍연기문, 연파기문, 투파기문, 삼원기문, 류씨기문 등 다양한 모습으로 전수 되고 있다.

#### 홍연기문
연파조수가를 근간으로 하는 중국식 기문둔갑에 홍국수, 팔괘생기, 화기팔문을 더해서 보는 방법으로 화담 서경덕 선생이 창시한 것으로 유명하며 1년 신수를 정확히 보는 것으로 유명하다. 홍연기문은 홍연진결과 홍연정결이라는 두가지 계통이 전수되고 있으며, 홍연진결은 사주추명과 점복술을 위주로 하여 구성되어 있으며 많은 선생들이 전수하고 있지만 그 중 학선 유래웅 선생과 두강 이을로 선생이 유명하다.

#### 투파기문
매소향 선사에 의해 창시된 명징파(투파)에서 전하는 기문둔갑이다. 점복술과 방위술이 잘 정리되어 있으며 장요문 선생에 의해 그 비전이 세상에 공개되었다. 현재는 일본의 좌등육룡 선생과 괘천장영 선생이 전하고 있다.

#### 삼원기문
명징파의 영향을 받은 북조일홍 선생이 천엽씨 일가에 전해지는 비서를 전해 받아 창시한 기문둔갑이다. 독특한 역법 체계를 가지고 있으며, 천봉구성과 직부팔장을 쓰지 않으며 천지반 육의삼기와 팔문과 구성자백을 주로 운용하는 기문둔갑이다.

#### 원공술
일본 내등문은 선생이 전하고 있는 기문둔갑으로 구성기학에 더욱 가깝다. 한국에서는 기문둔갑 행동술이라는 서적으로 유명하다.

#### 류씨기문
유백온 선생의 후손으로 알려진 류광빈 선생이 전수하는 기문둔갑이다. 류씨신수로 유명하며 독특한 방식의 초신접기법을 운용하고 있다. 흑문 선생에 의해 일본에 널리 퍼진 기문둔갑 체계이다.

#### 음반기문
중국 왕봉린 선생에 의해 전수 되는 기문둔갑이다.

## 같이 보기
- 중국 점성술
- 중국의 천문학
- 풍수
- 구천현녀

## 참고 문헌
- 煙波釣叟歌 연파조수가

- 奇門遁甲・命卜篇 (張耀文口述　掛川掌瑛編著)
- 奇門遁甲・造作法 (張耀文口述　掛川掌瑛編著)
- 奇門風水大全 (張耀文口述　掛川掌瑛編著)
- 奇門遁甲地書評註 (張耀文・佐藤六龍)
- 奇門遁甲天書評註 (張耀文・佐藤六龍)
- 透派密法　奇門遁甲造作法 (張耀文秘授・佐藤六龍筆録)
- 玉人星鬼造作密訣 (張耀文・佐藤六龍)
- 子平金玉満堂秘録 (張耀文・佐藤六龍)
- 奇門天地書別巻極奥秘訣(全５巻）(張耀文註解)
- 透派秘伝 奇門大法心得 (張耀文・佐藤六龍)
- 奇門四十格典故 劉伯温の奇門遁甲 命卜相 秘儀 (張耀文・佐藤六龍)
- 奇門遁甲家相術奥義 陽宅遁甲図評釈 (張耀文・佐藤六龍)
- 北鴻山人 著 <<三元奇門遁甲>> 武陵出版社 中華民國 78年
- 高安齡 著 <<奇門遁甲應用硏究>> 武陵出版社 中華民國 76年
- 佐藤六龍 著 <<立向坐山活用 奇門遁甲>> 武陵出版社 中華民國 74年
- 陸飛帆 著 <<科學奇門遁甲>> 希代書版有限公司 1995年
- 姜建宏 著 <<奇門遁甲實用集>> 武陵出版有限公司 1999年
- 陳怡誠,林文松 合著 <<奇門遁甲擇日學>> 武陵出版有限公司 2000年
- 余勝唐 著 <<奇門遁甲開運實務>> 武陵出版有限公司 1999年
- 諸葛亮 著 <<奇門遁甲秘笈全書>> 內蒙古文化出版社 2003年
- 杜新會 著 <<奇門遁甲現代實例精解>> 伊이人民出版社 2004年
- 張志春 著 <<神奇之門>> 新疆人民出版社 2004年
- 張志春 著 <<開悟之門>> 新疆人民出版社 2004年
- 秦瑞生 著 <<時盤奇門預測學>> 于天出版社 2005
- 武田考玄 著 <<奇門遁甲入門>> 秀央社 1995年
- 武田考玄 著 <<改訂奇門遁甲個別用秘義>> 秀央社 2003年